# HD29762
HD29762 — хімічно пекулярна зоря спектрального класу A0, що має видиму зоряну величину в смузі V приблизно  9,3.
Вона  розташована на відстані близько 2416,0 світлових років від Сонця.

## Пекулярний хімічний вміст
Зоряна атмосфера HD29762 має підвищений вміст 
Si
.